# Wincheringen
Wincheringen est une municipalité allemande de la Verbandsgemeinde Saarburg-Kell située dans l'arrondissement de Trèves-Sarrebourg, en Rhénanie-Palatinat, dans l'ouest du pays.

## Géographie
La commune est délimitée à l’ouest par la frontière luxembourgeoise et la Moselle qui la séparent du canton de Grevenmacher.

### Quartiers
- Bilzingen (Bëlzéngen en Luxembourgeois[1])
- Wincheringen (Wëncher en Luxembourgeois[1])
- Söst